# Lansingerland

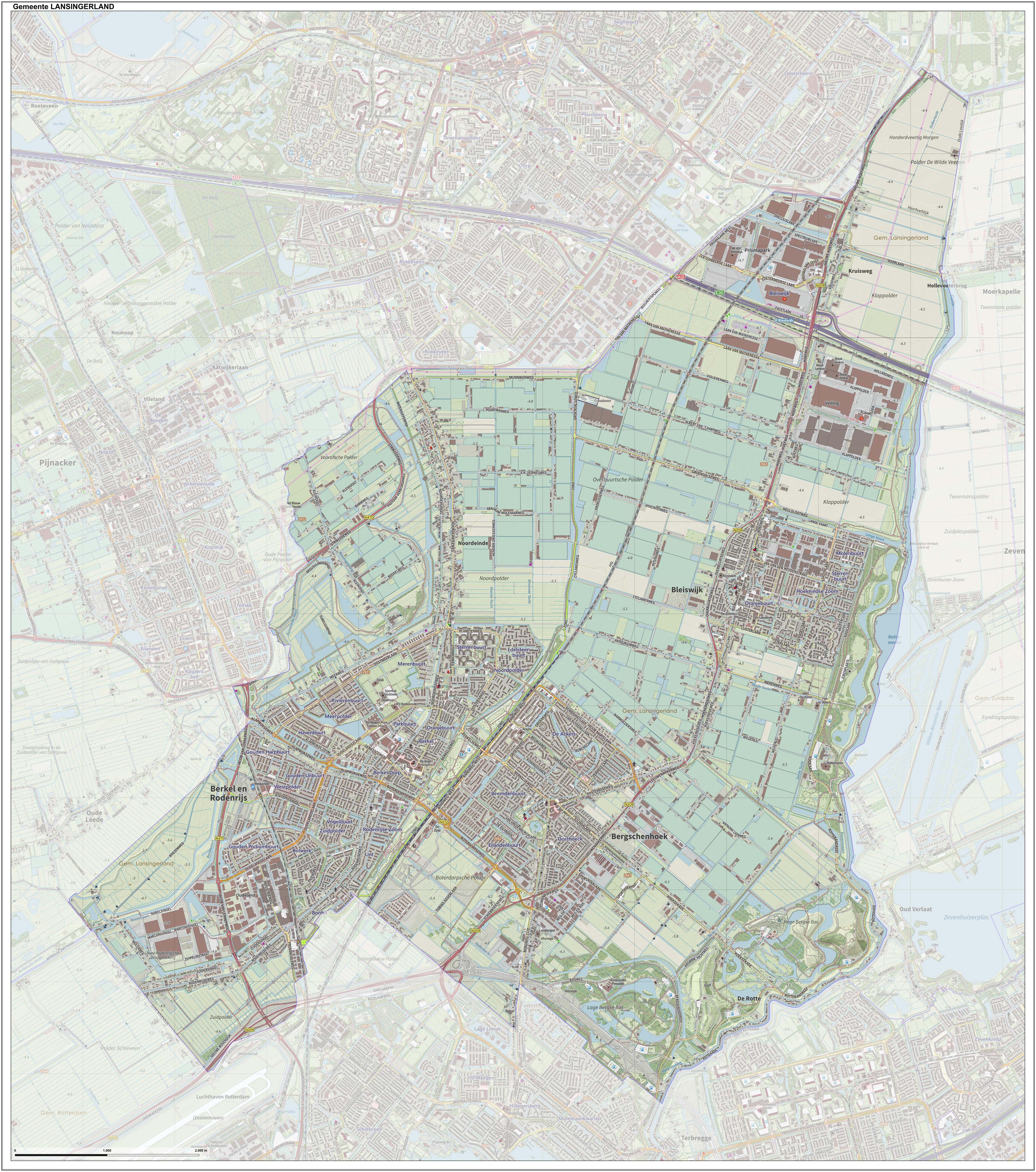
Topografische gemeentekaart van Lansingerland

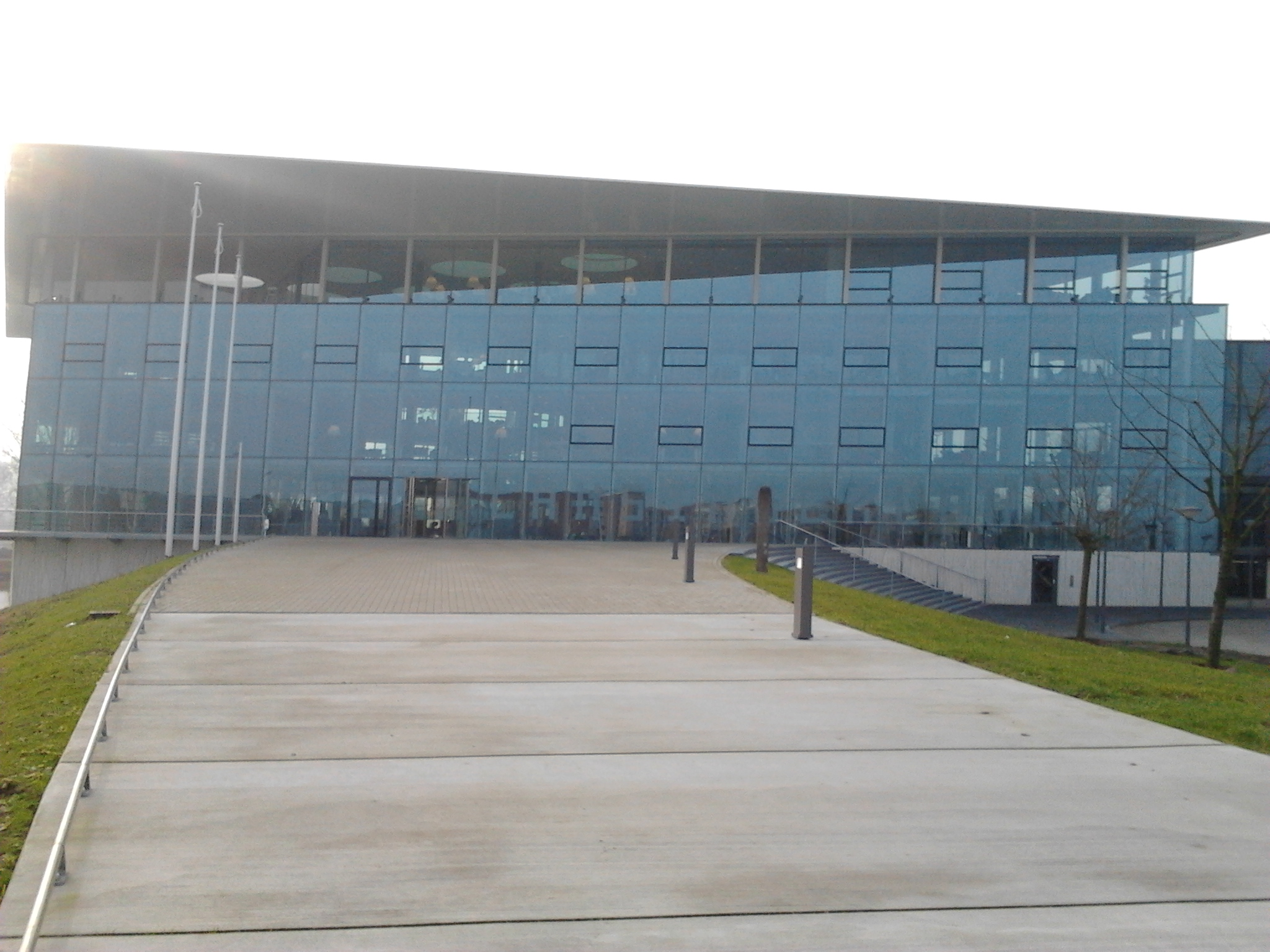
Het nieuwe gemeentehuis in Bergschenhoek

Lansingerland is de gemeente die op 1 januari 2007 is ontstaan uit de fusie van Berkel en Rodenrijs, Bleiswijk en Bergschenhoek in de Nederlandse provincie Zuid-Holland. De gemeente telt op 1 januari 2024 65.600 inwoners. De gemeente maakt deel uit van de Metropoolregio Rotterdam Den Haag.
In 2005 en 2006 werd B-driehoek als werknaam gebruikt voor de drie toenmalige gemeenten, waarna voor de naam Lansingerland werd gekozen. Deze naam is gekozen uit een prijsvraag en komt voort uit de naam Lansingh, de waterstaatkundige landscheiding tussen Delfland en Schieland die tussen de dorpen van de B-driehoek door loopt. De keuze van de naam is symbolisch: de naam van de grens die het gebied verdeeld heeft, verenigt de drie gemeenten aan weerszijden van de grens. Er is voor gekozen om de -h- in Lansingh weg te laten.

## Kernen
De gemeente bestaat uit de volgende kernen: Bergschenhoek, Berkel en Rodenrijs, Bleiswijk, Kruisweg en Rotte. 
Het gemeentebestuur huist in Bergschenhoek.

## Veiligheid
Lansingerland heeft sinds 2010 buurttoezicht, hier lopen bewoners door hun eigen wijk, praten met mensen, signaleren misstanden en geven deze indien nodig door aan politie, gemeente of andere bevoegde instanties.
In 2021 besloot -als eerste Nederlandse gemeente- de gemeente alle inwoners vanaf 2 jaar op te roepen om zich te laten testen op corona.

## Politiek

### Gemeenteraad
De gemeenteraad van Lansingerland bestaat uit 33 zetels. Hieronder de uitslagen van de gemeenteraadsverkiezingen sinds 2006:
| Partij                         | 2006 | 2010 | 2014 | 2018 | 2022 |
| ------------------------------ | ---- | ---- | ---- | ---- | ---- |
| WIJ Lansingerland              | -    | -    | 2    | 3    | 7*   |
| Leefbaar 3B                    | 4    | 9    | 7    | 9    | 7    |
| CDA                            | 9    | 6    | 6    | 5    | 6    |
| VVD                            | 6    | 6    | 5    | 7    | 5    |
| D66                            | -    | 2    | 4    | 3    | 3    |
| ChristenUnie                   | 3    | 3    | 3    | 3    | 3    |
| GroenLinks                     | -    | 1    | 1    | 2    | 1    |
| PvdA                           | 5    | 3    | 2    | 1    | 1    |
| Partij Neeleman                | -    | -    | 1    | -    | -    |
| Partij tot behoud huis de Haas | 1    | 1    | -    | -    | -    |
| Nieuw Rechts                   | 1    | -    | -    | -    | -    |
| Totaal                         | 29   | 31   | 31   | 33   | 33   |

- * In 2023 heeft een fractielid van WIJ Lansingerland zich afgesplitst, en is die verdergegaan onder de naam VOOR Lansingerland.

### College van B&W
Er zijn vier wethouders: Leon Hoek, Simon Fortuyn (Leefbaar 3B), Michiel Muis (D66) en Titia Cnossen (ChristenUnie). De coalitiepartijen WIJ Lansingerland, Leefbaar 3B, D66 en CU startten met 20 zetels, een meerderheid in de gemeenteraad. Per 2 juni 2022 is de nieuwe wethoudersploeg voorgedragen. 
Per 27 maart 2023 heeft de coalitie nog 19 zetels, door een afsplitsing van VOOR Lansingerland uit WIJ Lansingerland. 

## Media
Lansingerland heeft een lokale omroep: RTV Lansingerland. Daarnaast zijn er twee weekbladen, namelijk De Heraut en Hart van Lansingerland. De 3B-Krant is opgegaan in Hart van Lansingerland.

## Openbaar vervoer
Het openbaar vervoer in Lansingerland wordt verzorgd door de RET. Door Lansingerland loopt het lightrail-netwerk RandstadRail. In Berkel en Rodenrijs bevinden zich metrostations Berkel Westpolder en Rodenrijs. Daarnaast loopt de ZoRo-bus verbinding tussen Berkel en Rodenrijs en Bergschenhoek. Deze verbinding zorgt voor de snelle verbinding tussen Zoetermeer en Rotterdam.
Aan de noordrand van Lansingerland ligt het station Lansingerland-Zoetermeer, dat in 2018 voor de trein en halverwege 2019 voor de tram en bus geopend werd. De naam van het station is afgeleid van Lansingerland en Zoetermeer, omdat het station op de grens van deze twee gemeenten ligt. Op het station stoppen de sprinters tussen Den Haag Centraal en Gouda. Tevens is het station het eindpunt van RandstadRail 4 richting Zoetermeer en Den Haag.

## Gemeentedichter
Op 17 november 2018 werd Mark Boninsegna benoemd tot gemeentedichter op de Avond van de Zuid-Hollandse Poëzie in Theater 't Web.
Hij werd opgevolgd door Woes Ploum die 31 januari 2022 in Theater 't web werd benoemd tot gemeentedichter Lansingerland.
Op 26 januari 2024 werd Lianne Keemink verkozen tot gemeentedichter Lansingerland.

## Muziek
In Lansingerland zijn verschillende muziekverenigingen gevestigd. Er zijn twee harmonieorkesten, in Berkel en Rodenrijs (Helicon) en in Bleiswijk (Crescendo). Ook Bergschenhoek heeft een orkest (Concordia), dit is een fanfare. Deze verenigingen hebben allemaal verschillende afdelingen. Zo heeft Helicon naast het orkest ook verschillende twirlgroepen. De andere twee verenigingen hebben een aparte slagwerkgroep.
In Bergschenhoek bevindt zich tevens een muziekschool, tegenover het park De Leeuwenkuil. Ook is er in Berkel en Rodenrijs sinds eind jaren 80 een muziekpodium, waar bands kunnen optreden. Dit muziekpodium heet De Rotonde en is gevestigd op het sportpark.

## Schaken
De schaakvereniging, 3-Torens, is ontstaan uit een fusie tussen de schaakverenigingen van Bergschenhoek (E.B.S.V.) en Berkel en Rodenrijs (sv Berkel). De naam 3-Torens symboliseert de drie dorpskernen van Lansingerland.

## Aangrenzende gemeenten
| Aangrenzende gemeenten | Aangrenzende gemeenten | Aangrenzende gemeenten | Aangrenzende gemeenten | Aangrenzende gemeenten |
| ---------------------- | ---------------------- | ---------------------- | ---------------------- | ---------------------- |
|                        |                        | Zoetermeer             |                        | Alphen aan den Rijn    |
|                        |                        |                        |                        |                        |
| Pijnacker-Nootdorp     | Zuidplas               |                        |                        |                        |
|                        |                        |                        |                        |                        |
|                        |                        | Rotterdam              |                        |                        |

## Cultuur

### Monumenten
De gemeente heeft een aantal rijksmonumenten, gemeentelijke monumenten en oorlogsmonumenten, zie:
- Lijst van rijksmonumenten in Lansingerland
- Lijst van gemeentelijke monumenten in Lansingerland
- Lijst van oorlogsmonumenten in Lansingerland

### Kunst in de openbare ruimte
In de gemeente Lansingerland zijn diverse beelden, sculpturen en objecten geplaatst in de openbare ruimte, zie:
- Lijst van beelden in Lansingerland